# SN 1885A
SN 1885A (S Andromedae) was de eerste waargenomen extragalactische supernova, in de Andromedanevel (M31). Deze supernova werd op 19 augustus 1885 ontdekt door Isaac Ward, een Ierse amateurastronoom, in Belfast, en onafhankelijk van hem een dag later door Ernst Hartwig van de Sterrenwacht Dorpat   (het huidige Tartu-observatorium) in Estland.
Aanvankelijk dacht men dat het om een gewone nova ging die tussen 17 en 20 augustus bij zijn maximum een schijnbare helderheid van 5,85 bereikte. De reden was dat astronomen destijds ervan uitgingen dat de Andromedanevel tot het Melkwegstelsel behoorde. Deze zienswijze veranderde in 1923 toen Edwin Hubble ontdekte dat de nevel een ander sterrenstelsel was. In plaats van duizenden lichtjaar bedroeg de afstand meer dan een miljoen lichtjaar. Al snel realiseerde men dat de nova van 1885 iets speciaals moest zijn geweest: een Supernova.
Een overblijfsel van SN 1885A werd op 10 november 1988 door Robert A. Fesen met de vier-meter Mayall Telescoop van het Kitt Peak National Observatory gevonden.